# Панда (рыбка)

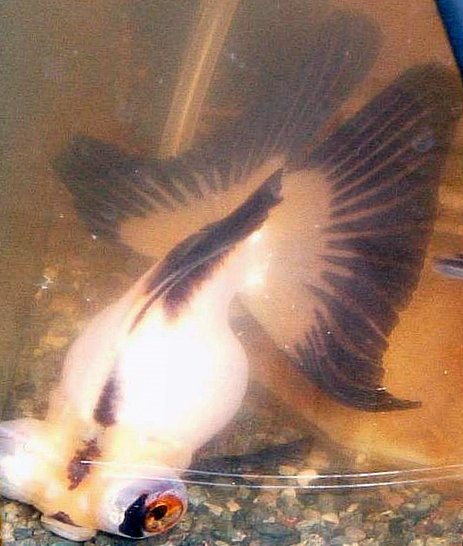
Панда

Панда — одна из искусственно культивированных декоративных пород аквариумной «золотой рыбки» (лат. Carassius gibelio forma auratus (Bloch, 1782)), которая своим окрасом и неуклюжими движениями сильно напоминает панду. Также известна, как панда-бабочка, телескоп «Панда».
Золотая рыбка под наименованием «Панда» относится к разновидностям телескопов породы «Бабочка».

## Описание
Размер — до 20 см. Рыбка имеет небольшие выпуклые глаза на округлом изящном теле с длинными расширенными плавниками. Молодые особи, отличной от взрослых окраски: на светлом теле — коричневато-бронзовый оттенок плавников, который с возрастом разделяется на белый и чёрный, оттеняя концы и выделяя их основания. Тело бесчешуйчатое и бархатистое, бархатность которого с возрастом может быть также утрачена, как и ювенильная расцветка. Радужка глаз панды тёмно-красного цвета..

### Вариации
- Длинноплавниковая панда-бабочка[3].

## Условия
Требовательны к высокому содержанию кислорода в воде. Легко переносит низкую температуру и не требует подогрева. Можно содержать в стае со спокойными породами и разновидностями рыб, но не желательно содержание с харациновыми рыбами и иными активными и бойкими рыбками, которые могут трепать их хвосты и обрывают их плавники. Цихлиды и бойцовые рыбки могут высосать глаза.

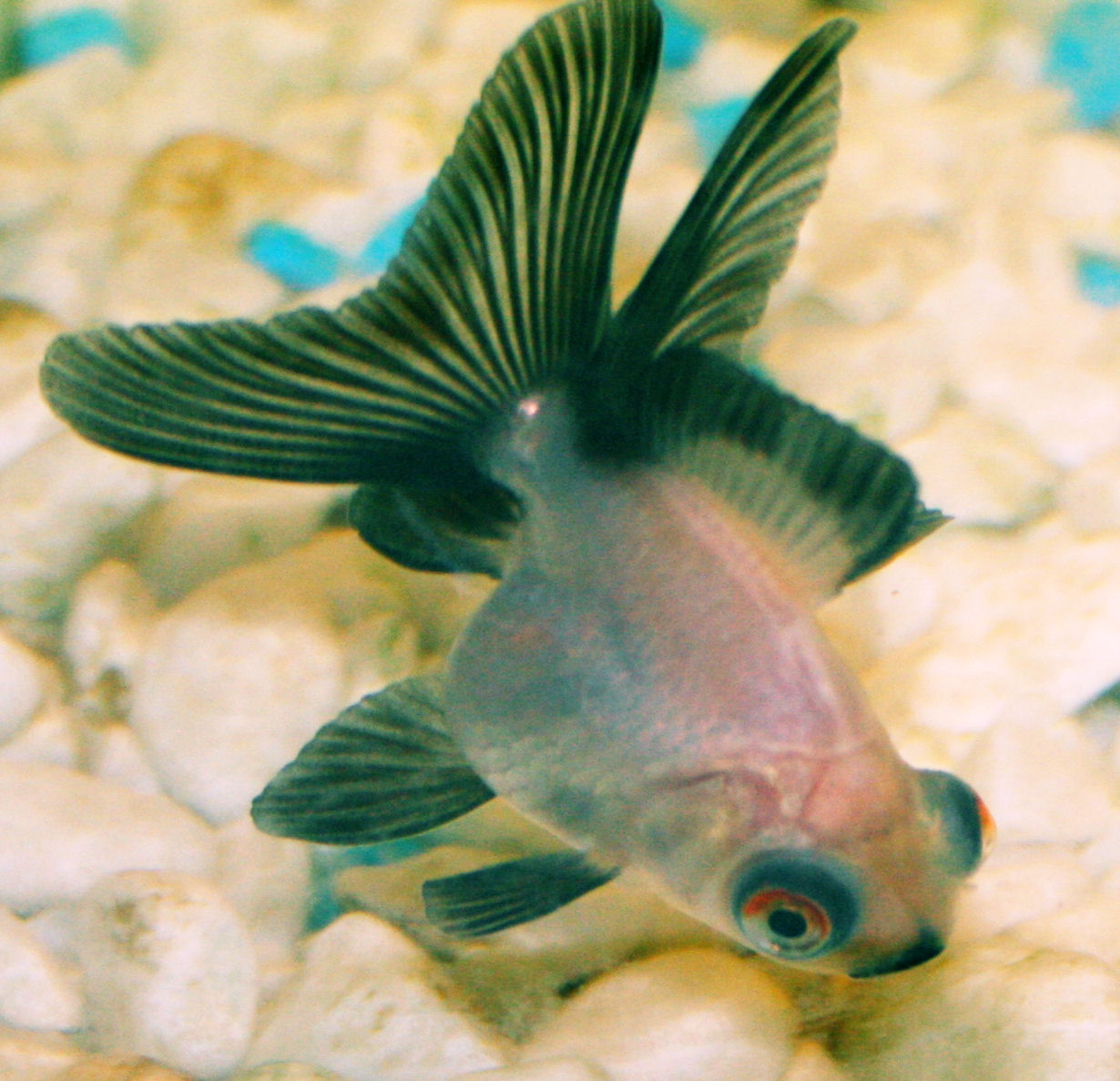
Молодая рыбка